# Erica glaphyra
Erica glaphyra là một loài thực vật có hoa trong họ Thạch nam. Loài này được Killick mô tả khoa học đầu tiên năm 1966.